# Chapelle Saint-Dominique de Dingli

La chapelle Saint-Dominique est une chapelle catholique construite en 1669 et située dans la ville de Dingli, à Malte.